# Jagdpark

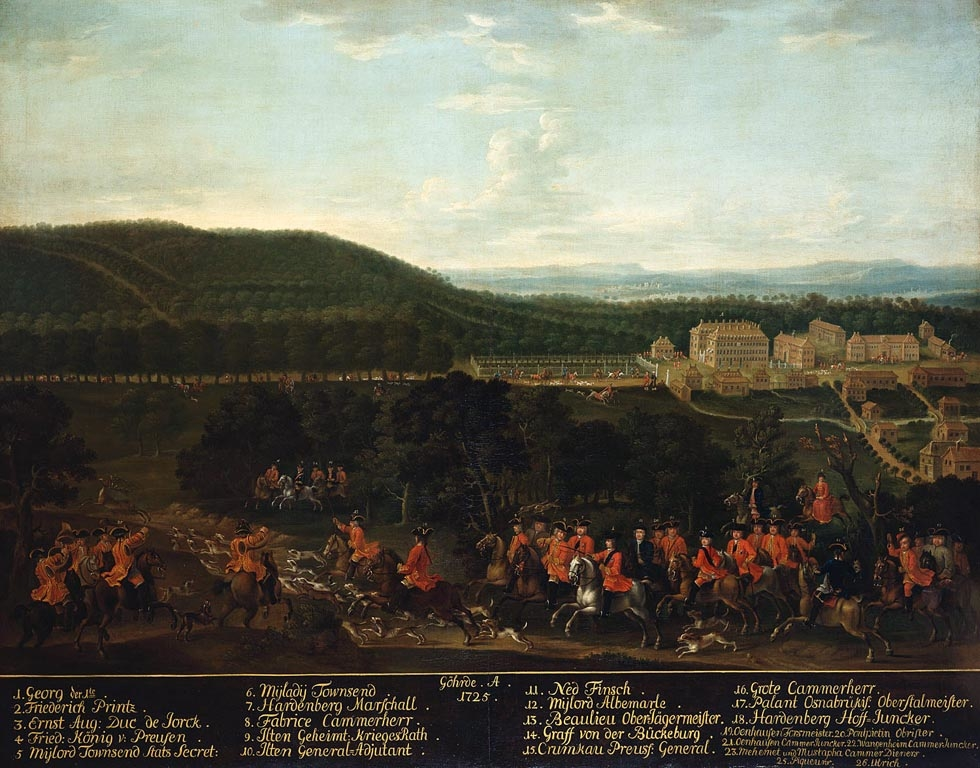
Eine königliche Jagdgesellschaft bei Göhrde, 1725, Royal Collection

Ein Jagdpark, auch Tiergarten genannt, ist ein häufig durch Gewässer, Mauern und Zäune abgegrenzter, oft als Landschaftsgarten oder Wald ausgeprägter Park bzw. Teil einer Landschaft, dessen Hauptzweck die Jagd und die Haltung von Jagdwild ist oder war.
Herrscht bei historischen Anlagen hingegen der Aspekt der Präsentation von seltenen und exotischen Tieren vor, so spricht man von einer Menagerie. Mit Blick auf wissenschaftliche, pädagogische und touristische Gesichtspunkte entwickelte sich daraus die Zurschaustellung von Tieren in Zoos.  

## Geschichte

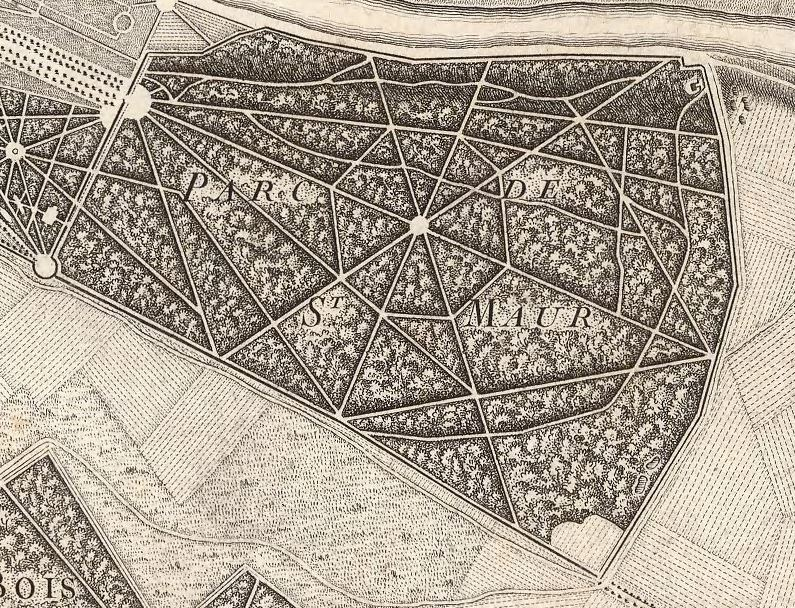
Karte des königlichen Jagdparks in Saint-Maur-des-Fossés, um 1770

Ähnlich wie bei der Entwicklung der Gartenkunst in Ägypten und im Vorderen Orient stehen Jagdparks am Beginn der chinesischen Gartenkunst. Als Abbild einer geordneten Welt, als Symbol der Umschließung und Beherrschung der wilden Natur durch den Menschen und als Träger einer politisch-religiösen Legitimationsfunktion gilt er als eine Erfindung der Han-Dynastie, die von 206 v. Chr. bis 220 n. Chr. das Kaiserreich China regierte.
Die wohl älteste Einrichtung dieser Art in Deutschland ist der Tiergarten Colditz in Colditz, er wurde im Jahr 1523 erstmals urkundlich erwähnt.

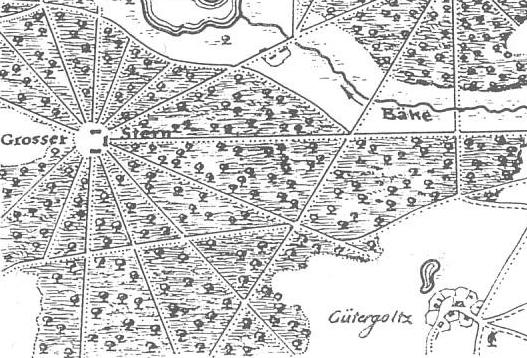
Großer Stern, Jagdstern in der Parforceheide bei Potsdam, Karte von 1780

In Europa, wo der Adel die Landschaften in seine Domänen besonders seit dem Mittelalter als Jagdrevier herrichtete und in diesem Bemühen den Gebäudetyp des Jagdschlosses entwickelte, kam der Jagdpark in der Zeit des Absolutismus zum Höhepunkt und wurde als Schauplatz einer aristokratisch verfeinerten Fest- und Jagdinszenierung mit besonderen Eigenschaften ausgestattet. Wie sich etwa an dem 6000 Hektar Fläche umfassenden Jagdpark am Schlosspark Nymphenburg belegen lässt, waren damals große Landschaftsteile einschließlich darin befindlicher Siedlungen von einem kilometerlangen Zaun umgeben, um der höfischen Gesellschaft eine „geschlossene jagdliche Erlebnislandschaft“ anzubieten. Flora und Fauna wurden an die Jagd angepasst. Höfische Jagdtechniken, etwa die Parforcejagd, erforderten besondere Landschaftsgestaltungen. Spezielle Wegeachsen wurden entwickelt, auf denen auch Kutschen verkehren konnten, und oft zu Jagdsternen bzw. als Fächer gebündelt.

## Historische Jagdparks (Auswahl)
- Park Schönbusch, Aschaffenburg
- Großer Tiergarten, Berlin
- Schlosspark Benrath, Düsseldorf
- Forst um Jagdschloss Göhrde
- Tierpark Sababurg, Hofgeismar
- Schlossgarten Karlsruhe

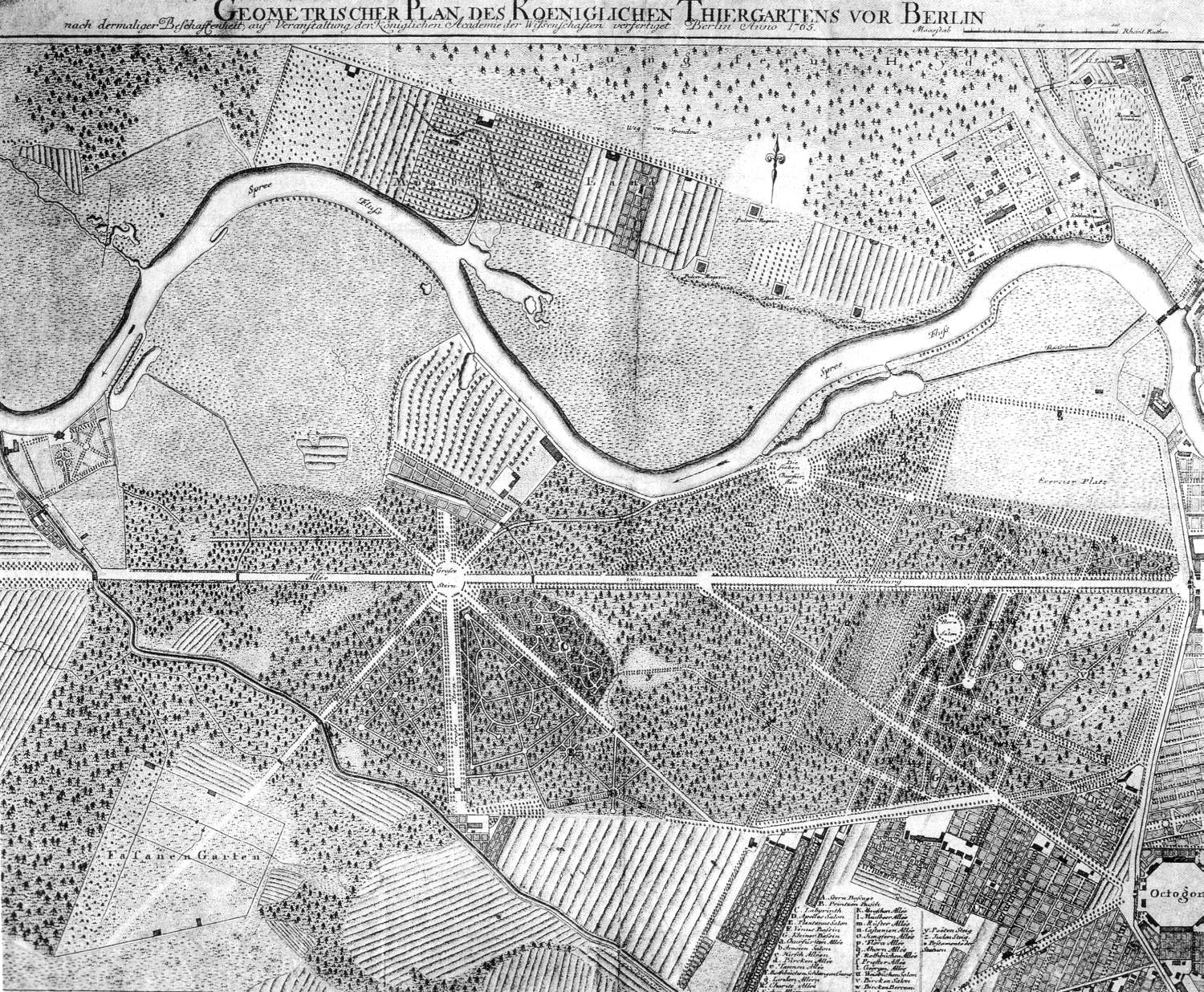
Plan des Großen Tiergartens bei Berlin, 1765

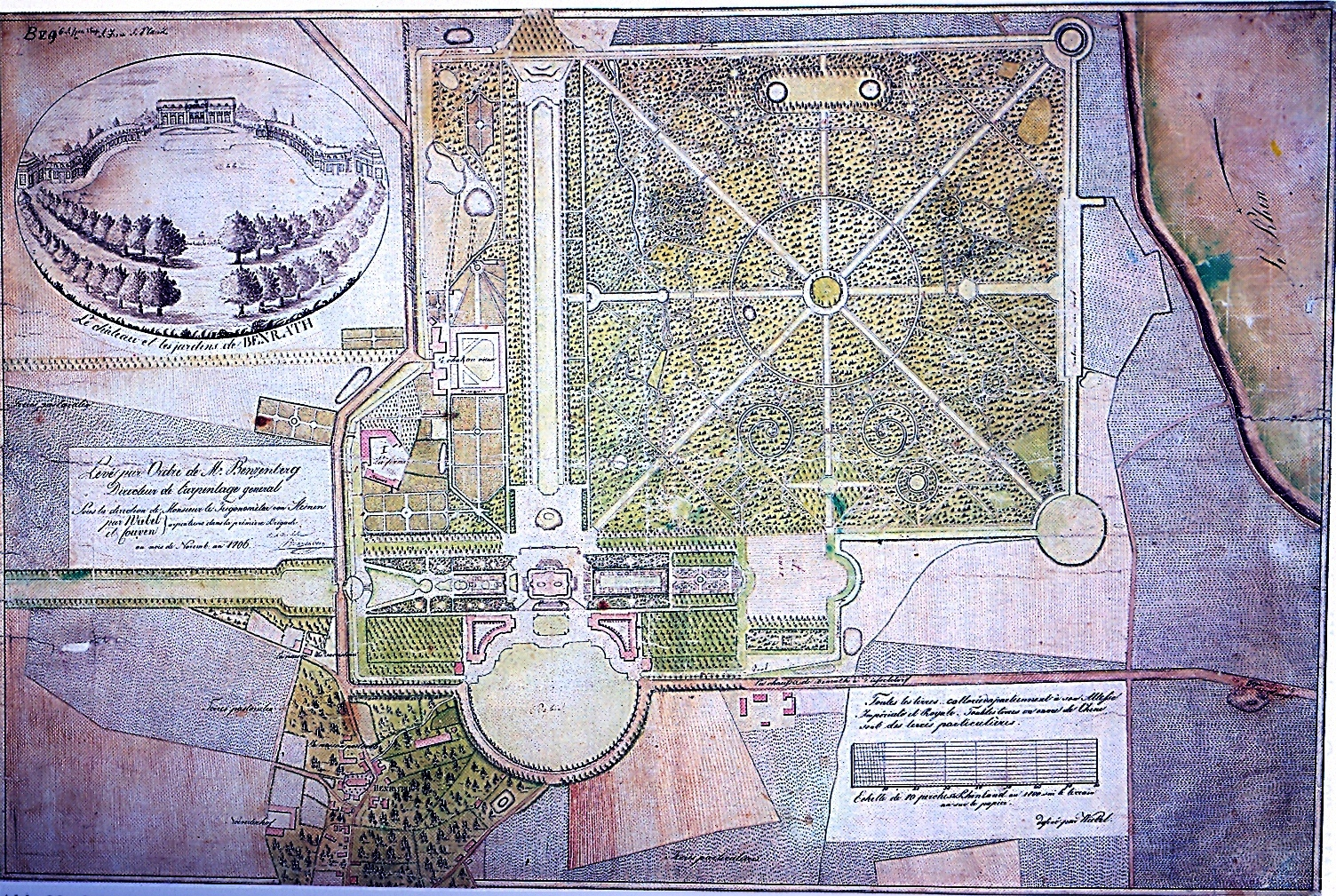
Schloss und Schlosspark Benrath, Karte von 1806

Übersichtskarte der königlichen Jagden in der Umgebung von Schloss und Park Mariemont bei Morlanwelz, 18. Jahrhundert

- Landschaftspark am Schloss Stolzenfels, Koblenz
- Kurfürstlicher Jagdpark bei Schloss Nymphenburg, München
- Wolbecker Tiergarten, Münster
- Jagdpark bei Schloss Mariemont, Morlanwelz
- Jagdpark am Schloss Obersiebenbrunn, Obersiebenbrunn
- Tier- und Jagdpark von Castello Visconteo in Pavia
- Südlicher Hirschgarten, Peking
- Parforceheide am Jagdschloss Stern, Potsdam
- Tiergarten Schloss Raesfeld
- Jagdpark am Jagdschloss Niederwald, Rüdesheim am Rhein
- Jagdpark Schloss Rundāle, Lettland
- Hellbrunner Berg, Salzburg
- Jagdpark Schloss Clemenswerth, Sögel
- Saupark Springe
- Jagdpark von Schloss Solitude, Stuttgart
- Grand parc de chasse Ludwigs XIV. am Schloss Versailles
- Wildpark Tiergarten Weilburg
- Wiener Prater
- Tiergarten Königsschloss Niepołomice, Polen
- Tiergarten Schloss Ujazdów, Polen